# Neopentadactyla
Neopentadactyla är ett släkte av sjögurkor som beskrevs av Elisabeth Deichmann 1944. Neopentadactyla ingår i familjen svanssjögurkor.
Släktet innehåller bara arten Neopentadactyla mixta.